# Đội tuyển bóng đá U-21 quốc gia Việt Nam
Đội tuyển bóng đá U-21 quốc gia Việt Nam là đội tuyển bóng đá ở các độ tuổi 21 hoặc nhỏ hơn của Việt Nam được thành lập vào năm 1999 do Liên đoàn bóng đá Việt Nam quản lý.

## Đội ngũ kỹ thuật
| Vị trí                 | Họ tên           | Đơn vị chủ quản  |
| ---------------------- | ---------------- | ---------------- |
| Trưởng đoàn            | Hoàng Văn Phúc   | Sài Gòn          |
| Phó đoàn               | Đinh Văn Dũng    | Sông Lam Nghệ An |
| Huấn luyện viên        | Dương Hồng Sơn   | Phú Thọ          |
| Trợ lý huấn luyện viên | Nguyễn Sỹ Hải    | Hà Nội           |
| Trợ lý huấn luyện viên | Lê Quang Kiên    | Hà Nội           |
| Bác sĩ                 | Nguyễn Văn Khánh | Hà Nội           |

## Danh sách cầu thủ
21 cầu thủ đi Đà Nẵng tham dự giải U21 Quốc tế Cúp Báo Thanh Niên 2019 gồm có:

| Số | VT | Cầu thủ                | Ngày sinh (tuổi) | Trận | Bàn | Câu lạc bộ        |
| -- | -- | ---------------------- | ---------------- | ---- | --- | ----------------- |
|    | TM | Nguyễn Ngọc Bin        | 2001             |      |     | Quảng Nam         |
|    | TM | Nguyễn Nhật Trường     | 1999             |      |     | Đồng Tháp         |
|    | TM | Dương Tùng Lâm         | 1999             |      |     | Sài Gòn           |
|    |    |                        |                  |      |     |                   |
|    | HV | Phùng Viết Trường      | 1998             |      |     | Hồng Lĩnh Hà Tĩnh |
|    | HV | Đặng Văn Tới (captain) | 1999             |      |     | Hà Nội            |
|    | HV | Bùi Hoàng Việt Anh     | 1999             |      |     | Hà Nội            |
|    | HV | Lê Thành Phong         | 1998             |      |     | Sài Gòn           |
|    | HV | Lê Văn Xuân            | 1999             |      |     | Hà Nội            |
|    | HV | Nguyễn Thanh Bình      | 1999             |      |     | Viettel           |
|    | HV | Nguyễn Hoàng Duy       | 1999             |      |     | Đồng Tháp         |
|    |    |                        |                  |      |     |                   |
|    | TV | Nguyễn Vũ Tín          | 1998             |      |     | Sài Gòn           |
|    | TV | Trần Văn Bửu           | 1998             |      |     | Sài Gòn           |
|    | TV | Hồ Minh Dĩ             | 1998             |      |     | Hà Nội            |
|    | TV | Mạch Ngọc Hà           | 2000             |      |     | Hà Nội            |
|    | TV | Thái Khắc Huy Hoàng    | 1999             |      |     | Hà Nội            |
|    | TV | Cao Tấn Hoài           | 1999             |      |     | Viettel           |
|    | TV | Lâm Thuận              | 1998             |      |     | Bình Phước        |
|    | TV | Lê Xuân Tú             | 1999             |      |     | Hà Nội            |
|    | TV | Trần Văn Công          | 1999             |      |     | Hồng Lĩnh Hà Tĩnh |
|    |    |                        |                  |      |     |                   |
|    | TĐ | Trần Danh Trung        | 2000             |      |     | Huế               |
|    | TĐ | Trần Văn Đạt           | 2000             |      |     | Phú Thọ           |
|    | TĐ | Trần Đức Nam           | 1998             |      |     | Hồng Lĩnh Hà Tĩnh |
|    | TĐ | Phạm Tuấn Hải          | 1998             |      |     | Hồng Lĩnh Hà Tĩnh |